# ليلا فيولا بارتون
ليلا فيولا بارتون (بالإنجليزية: Lela Viola Burton)‏ هي عالمة نبات أمريكية، ولدت في 14 نوفمبر 1901، وتوفيت في 31 يوليو 1967.